# Цигелка
Цигелка, або Цигелька (словац. Cigeľka, раніше Cigelka) — село, громада в окрузі Бардіїв, Пряшівський край, північно-східна Словаччина.
Розташоване в долині річки Ольховець (словац. Oľchovec) нижче гори Бусов (словац. Busov, 1002 метри над рівнем моря) на кордоні з Польщею.
Населене українцями, але після Другої світової війни — під загрозою переселення в УССР — абсолютна більшість селян переписалася на словаків та русинів.

## Історія
Вперше згадується 1414-го року. У наступні століття належала домену Маковиця (словац. Makovica). У дев'ятнадцятому столітті село занепало через міграцію до Північної Америки з економічних причин, а в 1947 році частина населення, з ініціативи радянської влади переїхала до України (зокрема, в село Хомут, зараз Зелений Гай), звідки повертались поступово від 60—их рр. 20 ст. по початок 21 ст.

## Населення
| Рік:            | 1993 | 2003     | 2013     | 2023     |
| --------------- | ---- | -------- | -------- | -------- |
| Кількість осіб: | 360  | 457      | 546      | 611      |
| Різниця:        |      | +26,94 % | +19,47 % | +11,90 % |

| Рік:            | 2022 | 2023    |
| --------------- | ---- | ------- |
| Кількість осіб: | 603  | 611     |
| Різниця:        |      | +1,32 % |

В селі проживає 533 особи.
Національний склад населення (за даними останнього перепису населення — 2001 (1991) року):
| Національність | Відсоток |
| -------------- | -------- |
| словаки        | 77,96%   |
| цигани         | 9,05%    |
| русини         | 8,12%    |
| українці       | 3,48%    |
| чехи           | 0,93%    |
| поляки         | 0,23%    |

Склад населення за приналежністю до релігії станом на 2001 рік:
- греко-католики — 83,76 %,
- православні — 9,74 %,
- римо-католики — 4,87 %,
- протестанти — 0,70 %,
- не вважають себе віруючими або не належать до жодної вищезгаданої церкви — 0,46 %

## Мінеральна вода
В кадастрі села є джерело мінеральної води з однойменною назвою. Під час першої республіки біля джерела був курорт. «Альманах курортів Чехословацької Республіки» з 1949 року згадує село як курорт для лікування шлункових захворювань, захворювань верхніх дихальних шляхів, серця і кровоносних судин, а також шкірних захворювань. Зараз в селі курорт не працює.

## Пам'ятки
В селі є греко-католицька церква святих Козми і Дам'яна, збудована в 1816 році на місці старшої дерев'яної церкви. У 1911 році тут служив свою першу літургію пряшівский єпископ Павло Петро Ґойдич.
У селі є пам'ятник жертвам другої світової війни з Цигелки — особливо сім юнаків із села, а також декілька єврейських сімей, члени яких загинули в концентраційних таборах. Меморіал було відкрито в жовтні 1989 року. Автором є художник Николай Ловацький.

## Галерея

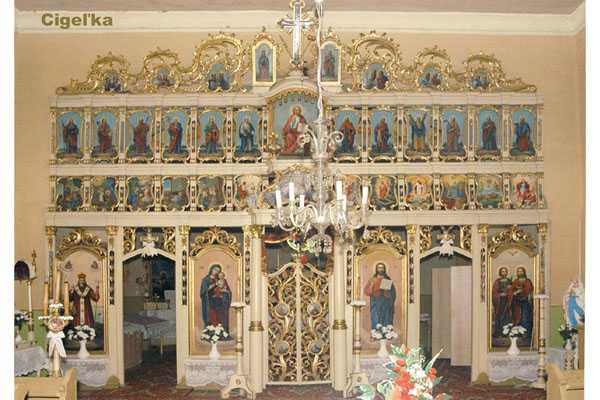
Іконостас храму святих Кузьми і Дам'яна
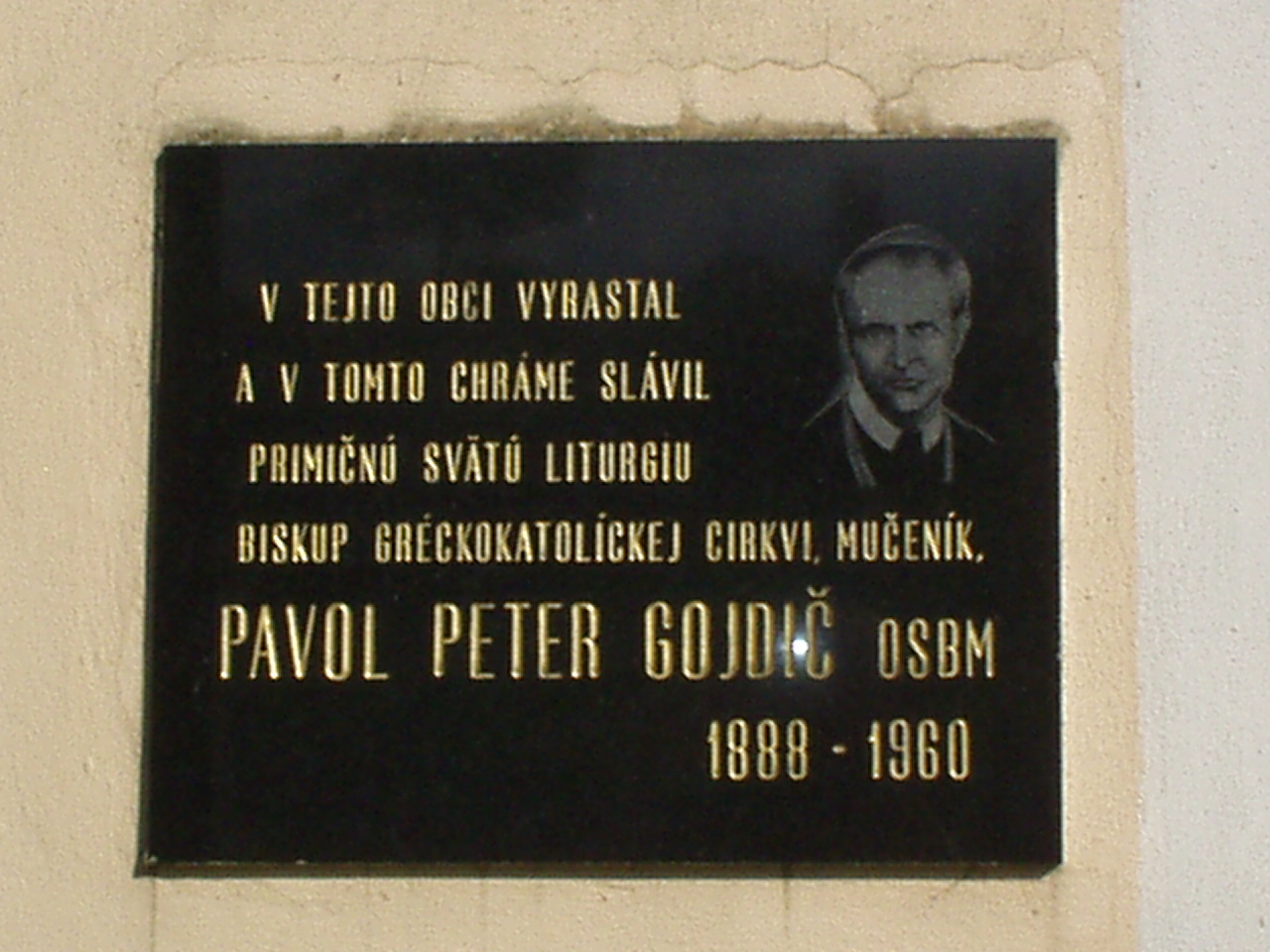
Меморіальна дошка на стіні храму святих Кузьми і Дам'яна
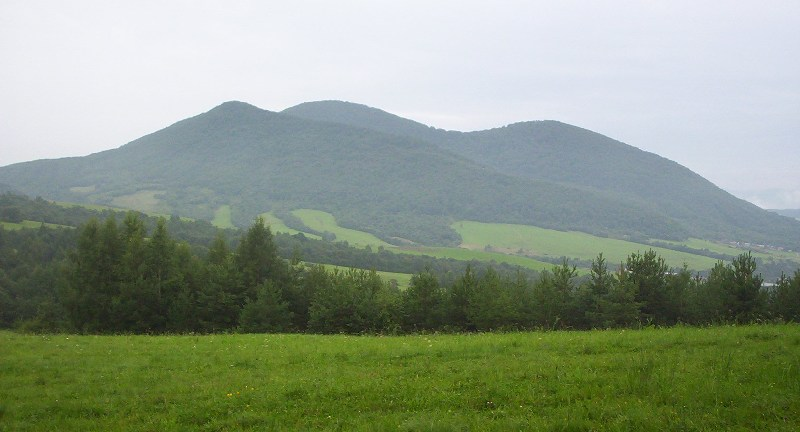
Гора Бусов поблизу Цигелки

## Відомі особистості
Андрій Іванович Дудрович (Andreas Dudrovic, 1782—1830)- нар. у Цигелькі в родині греко-католицького священника Івана (Яна) Дудровича. З 1812 р. був викладачем філософії, з 1818 р. екстраординарним, з 1820 р. — ординарним професором кафедри теоретичної та практичної філософії Харківського університету. В 1829—1830 рр. — ректор Харківського університету. В 1829 р. Дудрович заснував греко-католицьку громаду у м. Харків (Див.: Абашник В. А. Преподавательская деятельность и философская позиция А. И. Дудровича // Абашник В. А. Харьковская университетская философия (1804—1920). — Харьков: Бурун и К., 2014. — Том 1 (1804—1850). — С. 275—376).